# José García Pastor
José García Pastor (Alicante, 1827-Madrid, 1863) fue un dramaturgo y periodista español.
Encuadernador de profesión, fue colaborador en varios periódicos de la ciudad de Alicante. Posteriormente, se trasladó a Madrid, donde fue director de revistas y periódicos. Fue autor de varias obras de teatro, todas ellas estrenadas con éxito.

## Obras
- Consecuencias de unos amores
- Vale más pájaro en mano
- Las travesuras de Jorge